# Chính phủ Quân sự Lâm thời Ethiopia xã hội chủ nghĩa
Chính phủ Quân sự Lâm thời Ethiopia xã hội chủ nghĩa là một Nhà nước xã hội chủ nghĩa ở Ethiopia được thành lập sau cuộc cách mạng 1974 lật đổ ngôi vua Haile Selassie I. Chính quyền của đất nước được kiểm soát bởi Ủy ban Điều phối của các lực lượng vũ trang, cảnh sát và quân đội lãnh thổ viết tắt là Derg (Amharic: ደርግ). Derg hay Dergue có nghĩa là "ủy ban" hay "hội đồng" trong tiếng Ge'ez.